# Radical 87
El radical 87, representado por el carácter Han 爪, es uno de los 214 radicales del diccionario de Kangxi. En mandarín estándar es llamado　爪部, (zhǎo　bù, «radical “garra”»); en japonés es llamado 爪部, そうぶ　(sōbu), y en coreano 조 (cho). En los textos occidentales es llamado «radical “uña” o “garra”».
El radical «uña» aparece algunas veces rodeando el lado izquierdo y la parte inferior de los caracteres que clasifica (por ejemplo, en 爮). En algunos otros casos, aparece en la parte superior con la forma variante 爫 o 爫 (por ejemplo, en 爲　y 受).

## Nombres populares
- Mandarín estándar: 爪字頭, zhǎo zì tóu, «carácter “garra” en la parte superior».
- Coreano: 손톱조부, sontob cho bu «radical cho-uña».
- Japonés:　爪（つめ）, tsume, «uña»; 爪繞（そうにょう）, sōnyō, «“uña” rodeando la parte inferior izquierda del carácter»;[1] 爪冠（つめかんむり）, tsumekanmuri, «“uña” en la parte superior».[2]
- En occidente: radical «uña», radical «garra».

## Galería
| Estilos antiguos                                 | Estilos antiguos                  | Estilos antiguos                        | Estilos antiguos                   | Estilos antiguos                   | Estilos empleados actualmente       | Estilos empleados actualmente  | Estilos empleados actualmente    | Estilos empleados actualmente   | Estilos empleados actualmente  |
|                                                  |                                   |                                         |                                    |                                    |                                     | 爪                             | 爪                               |                                 |                                |
| 甲骨文 jiǎgǔwén (escritura de huesos oraculares) | 金文 jīnwén (escritura de bronce) | 简帛 jiǎnbó (escritura de bambú y seda) | 篆文 zhuànwén (escritura de sello) | 篆文 zhuànwén (escritura de sello) | 隸書 lìshū (estilo de los escribas) | 楷書 kǎishū (estilo regular)   | 楷書 kǎishū (estilo regular)     | 行書 xǐngshū (estilo corriente) | 草書 cǎoshū (estilo de hierba) |
| 甲骨文 jiǎgǔwén (escritura de huesos oraculares) | 金文 jīnwén (escritura de bronce) | 简帛 jiǎnbó (escritura de bambú y seda) | 大篆 dàzhuàn (sello grande)        | 小篆 xiǎozhuàn (sello pequeño)     | 隸書 lìshū (estilo de los escribas) | 繁體／繁体 fántǐ (tradicional) | 简体／簡體 jiǎntǐ (simplificado) | 行書 xǐngshū (estilo corriente) | 草書 cǎoshū (estilo de hierba) |

## Caracteres con el radical 87

| trazos | carácter |
| ------ | -------- |
| + 0    | 爪 爫    |
| + 4    | 爬 爭    |
| + 5    | 爮 爯 爰 |
| + 6    | 爱       |
| + 8    | 爲       |
| + 10   | 爳       |
| + 11   | 爴       |
| + 14   | 爵       |